# Donaldiini
Donaldiini è una tribù di ragni appartenente alla sottofamiglia Dendryphantinae della famiglia Salticidae dell'ordine Araneae della classe Arachnida.

## Distribuzione
L'unico genere oggi noto di questa tribù è diffuso a Panama.

## Tassonomia
A maggio 2010, gli aracnologi riconoscono un solo genere appartenente a questa tribù:
- Donaldius Chickering, 1946 — Panama (1 specie)